# Propebela smithi
Propebela smithi é uma espécie de gastrópode do gênero Propebela, pertencente a família Mangeliidae.